# Lemellus bimaculatus
Lemellus bimaculatus är en insektsart som beskrevs av David D. Gillette och Baker 1895. Lemellus bimaculatus ingår i släktet Lemellus och familjen dvärgstritar. Inga underarter finns listade i Catalogue of Life.